# Championnat du monde de rink hockey masculin 1960
Navigation
Championnat du monde masculin 1958 Championnat du monde masculin 1962
Le 14e Championnat du monde de rink hockey masculin s'est déroulé en 1960 à Madrid, en Espagne.
Le Portugal remporte à cette occasion sa huitième couronne mondiale.

## Déroulement
Le Portugal est le tenant du titre de la compétition, remporté lors de la précédente édition.
Lors de la première journée, l'affluence au Palais des Sports de Madrid est de 14 000 personnes. L'Espagne manque de se faire surprendre par l'Allemagne qui menait d'un but à dix minutes du terme de la rencontre, avant que l'équipe du pays organisateur marque par quatre reprises dans les dernières minutes de la rencontre. Bien que ne se traduisant pas dans le score selon la presse suisse, les Portugais dominent l'Italie par trois buts contre deux.
Lors de la rencontre décisive entre l'Espagne et le Portugal, le pays hôte s'incline face au tenant du titre sur le score de trois à un.

## Résultats
| Rang | Équipe     | Pts | J | G | N | P | Bp | Bc | Diff |  | Résultats  |  |     |     |     |     |      |     |     |     |      |
| ---- | ---------- | --- | - | - | - | - | -- | -- | ---- |  | ---------- |  | --- | --- | --- | --- | ---- | --- | --- | --- | ---- |
| 1    | Portugal   | 18  | 9 | 9 | 0 | 0 | 61 | 9  | +52  |  | Portugal   |  | 3-1 | 8-1 | 3-2 | 7-1 | 10-0 | 5-1 | 8-3 | 3-0 | 14-0 |
| 2    | Espagne    | 16  | 9 | 8 | 0 | 1 | 56 | 8  | +48  |  | Espagne    |  |     | 3-1 | 6-1 | 8-0 | 13-0 | 5-1 | 4-1 | 4-1 | 12-0 |
| 3    | Argentine  | 13  | 9 | 6 | 1 | 2 | 34 | 24 | +10  |  | Argentine  |  |     |     | 4-3 | 5-2 | 4-2  | 3-2 | 4-1 | 2-2 | 10-1 |
| 4    | Italie     | 12  | 9 | 6 | 0 | 3 | 43 | 27 | +16  |  | Italie     |  |     |     |     | 7-3 | 5-3  | 8-4 | 4-2 | 6-0 | 7-2  |
| 5    | Pays-Bas   | 9   | 9 | 4 | 1 | 4 | 30 | 35 | -5   |  | Pays-Bas   |  |     |     |     |     | 3-3  | 3-1 | 5-1 | 5-1 | 8-2  |
| 6    | Angleterre | 9   | 9 | 4 | 1 | 4 | 25 | 38 | -13  |  | Angleterre |  |     |     |     |     |      | 5-0 | 5-1 | 2-0 | 5-2  |
| 7    | Belgique   | 6   | 9 | 3 | 0 | 6 | 17 | 30 | -13  |  | Belgique   |  |     |     |     |     |      |     | 3-1 | 2-0 | 3-0  |
| 8    | Allemagne  | 4   | 9 | 2 | 0 | 7 | 26 | 36 | -10  |  | Allemagne  |  |     |     |     |     |      |     |     | 5-3 | 11-0 |
| 9    | France     | 3   | 9 | 1 | 1 | 7 | 10 | 30 | -20  |  | France     |  |     |     |     |     |      |     |     |     | 3-1  |
| 10   | Égypte     | 0   | 9 | 0 | 0 | 9 | 8  | 73 | -65  |  | Égypte     |  |     |     |     |     |      |     |     |     |      |